# بحيرة كوفنسي
62°33′N 27°24′E / 62.550°N 27.400°E
بحيرة كوفنسي هي بحيرة متوسطة الحجم تقع من فنلندا في منطقة مستجمعات المياه الرئيسي فووكسي. وهي تقع في المنطقة سافو الشمالية في بلدية سونجوكي.